# Jonge Democraten
Молодые демократы (нидерл. Jonge Democraten, сокращённо — JD) — социал-либеральная молодёжная организация в Нидерландах, основанная в 1984 году. Имея свыше 5000 членов, она является самой большой нехристианской политической молодёжной организацией в стране. Являясь организационно независимыми, JD связаны с D66 (Демократами 66), нидерландской социал-либеральной партией.

## Принципы
Согласно Декларации принципов, Молодые демократы — либерально-демократическая молодёжная организация. Основная цель политики «Молодых демократов» — содействие развитию личности каждого человека. Главные ценности: свобода, равенство, солидарность, устойчивое развитие и прагматизм. Кроме того, Молодые демократы выступают за радикальную демократизацию общества.

## Воззрения
- «Молодые демократы» считают, что Нидерланды должны готовиться к старению общества. Они предлагают повышать экономическую активность путём реформирования социальной защиты, выступают за постепенное повышение пенсионного возраста с 65 до 67 лет.
- «Молодые демократы» выступают за запрет религиозным школам отказывать в зачислении ученикам на основании их религии.
- «Молодые демократы» являются сторонниками поэтапного отказа от налоговых льгот для владельцев жилья, которые выплачивают проценты по ипотеке.
- «Молодые демократы» выступают в защиту гражданских свобод. Они продолжают поддержку либеральных преобразований, инициированных D66 в прошлом, таких как легализация эвтаназии, однополых браков, абортов и проституции. Также они стремятся к легализации производства мягких наркотиков.
- «Молодые демократы» выступают против контртеррористической политики, которая не является пропорциональной и не доказала свою эффективность. В частности, они против действующего законодательства, по которому гражданин должен быть в любой момент легко опознаваем. Они не согласны с запретом на ношение паранджи в общественных местах.
- «Молодые демократы» выступают за реформу избирательной системы Нидерландов в сторону более непосредственного влияния избирателей на формирование коалиционного правительства и выборы мэра.
- «Молодые демократы» выступают за большие инвестиции в возобновляемые источники энергии и полную поддержку Киотского протокола. Они не против использования ядерной энергии, так как оно способствует снижению выбросов парниковых газов.
- «Молодые демократы» призывают к развитию Евроинтеграции в сторону Европейской Федерации. Они хотели бы видеть больше сотрудничества в Европе по вопросам иммиграции, обороны и внешней политики.
- «Молодые демократы» — безусловные защитники международного права и прав человека.

## Организация
Конгресс «Молодых демократов» собирается два раза в год, весной и осенью.
В настоящее время «Молодые демократы» имеют тринадцать местных отделений. Большинство отделений находятся в университетских городах, таких как Амстердам, Утрехт и Роттердам. Каждый филиал имеет местный совет и организует регулярные общие собрания, где избираются члены местного совета и принимаются политические решения. Каждый член местного отделения имеет право голоса на общих собраниях.

## Международные связи
Молодые демократы — часть международного сообщества социал-либеральных молодёжных организаций, среди которых также датская «Социал-либеральная молодёжь», шведская «Либеральная молодёжь», норвежские «Молодые либералы», фламандские «L²», британская «Либеральная молодёжь» и канадские «Молодые либералы». «Молодые демократы» постоянно сотрудничают с сестринскими организациями из других стран.
«Молодые демократы» вместе с JOVD (молодёжное крыло нидерландской «Партии за свободу и демократию») являются членами «Европейской либеральной молодёжи» и «Международной федерации либеральной молодёжи».